# Церковь Святого Алексея (Ивенец)
Церковь Святого Алексея (бел. Касцёл Святога Аляксея) — католический храм в городском посёлке Ивенец, Минская область, Белоруссия. Относится к ивенецкому деканату Минско-Могилёвского архидиоцеза. Памятник архитектуры, построен в 1905—1907 годах в неоготическом стиле, включён в Государственный список историко-культурных ценностей Республики Беларусь. Адрес: ул. Пушкина, д.1.

## История

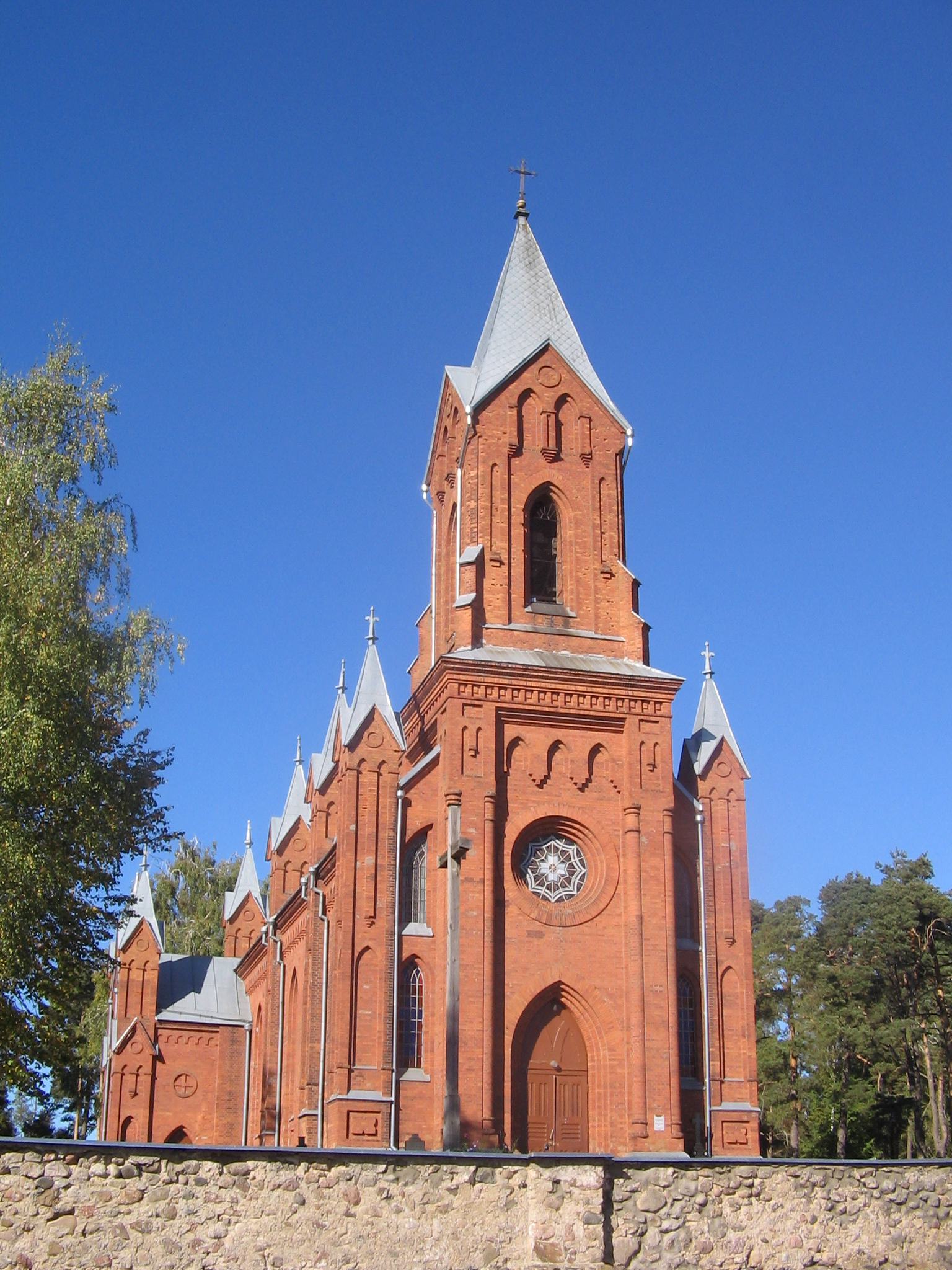
Церковь Святого Алексея

Появление в Ивенце храма Святого Алексея связано с историей двух других католических храмов Ивенца — Михаила Архангела и св. Троицы. После восстания 1863 года российские власти предприняли ряд жёстких мер против Католической церкви в западных регионах империи, включавших закрытие множества католических храмов и передачу их зданий Православной церкви. В Ивенце в 1868—1869 годах были закрыты оба католических храма и деревянная часовенка на католическом кладбище, после чего католики лишились всех культовых зданий.
Ситуация в пользу большей веротерпимости стала меняться только в начале XX века. В 1903 году вновь стали совершаться богослужения в кладбищенской часовне, в 1904 году власти дали разрешение на строительство в Ивенце нового католического храма. Он должен был быть возведён рядом с католическим кладбищем и заменить деревянную часовню в качестве места богослужений. В благодарность за разрешение храм получил имя святого Алексея, покровителя царевича.
Строительство шло три года. 22 мая 1905 года был освящён краеугольный камень, а 3 декабря 1907 года построенный храм был освящён. Храм был возведён в неоготическом стиле из красного кирпича, автором проекта был архитектор Михаил Готовский, который ориентировался в проекте на виленский костёл Святой Анны.
16 июля 1947 года костёл был закрыт. В 1962 году передан Минской государственной библиотеке имени Ленина, где располагался её архив. В 80-е годы XX века верующие начали писать просьбы к властям БССР о возвращении храма приходу. Усилия увенчались успехом, 14 октября 1988 года храм был возвращён Церкви, 9 июля 1989 года церковь Святого Алексея была переосвящена. С 1990 года в храме служат священники из ордена францисканцев.

## Архитектура
Церковь имеет в плане латинский крест, с пятигранной апсидой и прямоугольными боковыми крыльями трансепта, которые далеко выступают за пределы стен продольного корабля. Двухъярусная четырехгранная шатровая башня-колокольня венчает фасад здания. Входной портал украшен стрельчатой аркой и окном-розой над ней.